# 화정 천내봉수대
화정 천내봉수대(華亭 川內烽燧臺)는 울산광역시 동구 화정동에 있는 봉수대이다. 1998년 10월 19일 울산광역시의 기념물 제14호로 지정되었다.

## 현지 안내문
봉수는 과거 통신수단이 발달하지 못하였던 시대의 군사통신제도이다. 조망이 양호한 산정에서 밤에는 횃불로, 낮에는 연기로 국경과 해안의 안위를 중앙에 알리기 위한 목적으로 설치되었다.
봉수제가 성립된 것은 1149년(고려 의종 3)으로, 1급에서 4급의 봉수 거화수(炬火數)를 규정하고, 봉수군의 생활대책을 마련해 주었다. 조선 세종대에 이르러 그 체제가 정비되었다. 5거 거화수 등 관계 규식 마련, 각 도 연변의 연대(烟臺) 축조, 봉수선로 획정 등을 통해 그 면모를 새롭게 하였다. 각 봉수에는 오장(伍長)과 봉수군(烽燧軍)이 교대로 근무하면서, 평상시에는 한 홰[烽], 적이 나타나면 두 홰, 적이 국경에 접근하면 세 홰, 적이 국경을 넘어오면 네 홰, 적과 접전하면 다섯 홰의 봉수를 올리도록 하였다. 1894년(고종 31)에 전보통신이 보급되면서 폐지가 결정되었고, 다음해 각처 봉대와 봉수군을 폐지함으로서 모든 봉수제는 폐지되었다.
봉수는 성격에 따라 경봉수(京烽燧)․내지봉수(內地烽燧)․연변봉수(沿邊烽燧)로 구분된다. 경봉수는 전국의 모든 봉수가 집결하였던 중앙봉수로서 서울 목멱산(木覓山)에 위치하여 목멱산봉수 또는 남산봉수라고 불렀다. 연변봉수는 해륙 변경(海陸邊境)의 제1선에 설치하여 연대라 하였으며, 내지봉수는 연변봉수와 경봉수를 연결하는 중간봉수로서 수적으로 다수였다.
해발 120m 봉화산 정상에 위치한 천내봉수대는 울산만의 관문을 지키는 봉수대 가운데 가장 중요한 것으로, 가리산(加里山)에서 봉수를 받아 남목(南木 : 현재 주전봉수)으로 전해주는 연변봉수이다. 대응봉수의 거리는 남서쪽의 가리봉수와 3.64㎞, 북쪽의 남목봉수(주전봉수)와는 6.54㎞ 거리에 있다.
잔존하고 있는 연대의 규모는 상부의 경우 직경이 약 5m정도이며, 하단의 둘레는 55m 가량이다. 높이는 약 2m정도이다. 천내봉수의 호(濠)는 연대를 중심으로 동쪽을 제외하고 서,남,북 3면에 마련되어 있으며, 그 자체가 방호벽 역할을 하기도 하며, 인근의 서생 이길봉수에서도 확인되고 있다.

## 참고 자료
- 화정 천내봉수대 - 국가유산청 국가유산포털